# Le Chant d'Excalibur
Le Chant d'Excalibur est une série de bande dessinée d'heroic fantasy écrite par Christophe Arleston (avec Melanÿn sur les tome 5-6), dessinée par Éric Hübsch et publiée par la maison d'édition toulonnaise Soleil.

## Résumé des albums

### Le Réveil de Merlin
Synopsis
Cinq cents ans après l'épisode de la Table ronde, en Irlande, le célèbre magicien Merlin, qui aime bien la boisson et les jolies femmes, est libéré du sort que lui avait lancé Viviane, la Dame du lac. Celle-ci lui confie la mission de sauver le monde de la magie de l'avancée chrétienne. Merlin se met en quête d'un chevalier mais c'est Gwyned, la fille du chevalier Galahad, qui parvient à retirer l'épée Excalibur et est désignée pour accomplir cette tâche.
Il se mettent en route vers le Sidhe aux mille charmes, un palais invisible ou se seraient réfugiés les êtres magiques. En route, ils permettent à un village de se soulever contre le Roi d'Irlande, Ran Boru, et contre la religion chrétienne, grâce à la vue d’Excalibur.
Le roi envoie son inquisiteur, Mordred, pour rétablir l'ordre mais Merlin, Gwyned et les villageois les mettent en déroute avec l'aide d'un dragon que Merlin a réveillé,.
Autour de l'album
Une similitude apparait entre Gwyned et Jeanne d'Arc car elles sont toutes deux pucelles et formidables guerrières.

### Le Sidhe aux mille charmes
Synopsis
Gwyned et Merlin, pour sauver le monde magique, doivent retrouver un « sidhe », un palais magique invisible aux yeux des humains. Pour cela, ils doivent passer par la foret maudite de Teyrich. Là, Gwyned apprivoise une licorne et Merlin fini par trouver le palais. Ensuite ils font la connaissance de Fardet, un lutin qui leur avoue que, du fait de la rareté de la magie, tous ses habitants se sont transformés en statues de pierre. Pour les réveiller, Gwyned doit embrasser toutes les statues.
Pendant ce temps, Mordred, l'inquisiteur du roi, invoque une créature démoniaque afin d'envahir le palais. Alors que les créatures magiques repoussent les assaillants et que Gwyned, avec l'aide d'Excalibur, terrasse le démon, Merlin est enlevé par Mordred.
Autour de l'album
Une allusion à Ali Baba lorsque Gwyned tente de réveiller les statues de pierre en disant : « Sésame, réveille toi ».

### La Griffe de Rome
Synopsis
Merlin a été capturé par Mordred l'inquisiteur maléfique. Gwyned part à sa rescousse, chevauchant sa licorne Vent Frais, en compagnie du lutin Fardet. Sa recherche l'amène sur la côte, où Merlin doit être embarqué sur un bateau en direction de Rome. Avec l'aide d'une sorcière, elle prend la mer pour rattraper le bateau où est captif Merlin. Elle finit, elle aussi, par être capturée par Mordred.
Lors de leur arrivée à Rome, ils sont présentés au pape en fonction, Benoit IX. Ce dernier, s'emparant d'Excalibur, subit un enchantement, et l'épée vient se figer dans le marbre. Parvenant à s'échapper avec l'aide des rats, avec qui Fardet peut parler, ils finissent par arriver dans une pièce où trônent d'étranges statues. Merlin réussit à réveiller les statues, qui s'avèrent être les anciennes divinités romaines. Ces dernières, en colère, mettent mettent à sac Rome permettant à Gwyned et Merlin de s'enfuir
Autour de l'album
Un anachronisme est fait avec l'utilisation d'un couteau suisse par Fardet pour couper une corde.
L'apparition d'un Kraken commandé par Mordred permet de récupérer Excalibur dans la mer.

## Albums
- Soleil Productions :

1. Le Réveil de Merlin, juillet 1998 (ISBN 2-87764-676-9).
2. Le Sidhe aux mille charmes, juillet 1999  (ISBN 2-87764-894-X). Prépublié dans Lanfeust Mag.
3. La Griffe de Rome, mai 2001  (ISBN 2-84565-004-3). Prépublié dans Lanfeust Mag.
4. La Colère de Merlin, 2003.
5. Ys La Magnifique, 2007[7].
6. Les Gardiennes de Brocéliande, 2010[8].